# Thomas Byrnand Trappes-Lomax
Thomas Byrnand Trappes-Lomax, britanski general, * 1895, † 1962.